# Günter Leikam

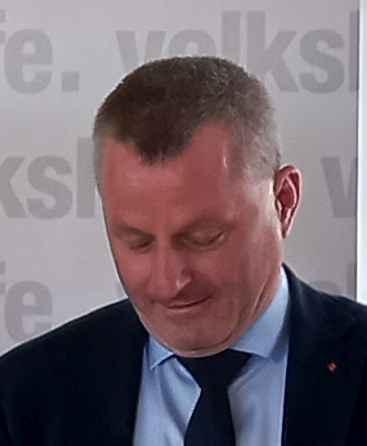
Günter Leikam (2023)

Günter Leikam (* 23. Oktober 1966 in Klagenfurt am Wörthersee) ist ein österreichischer Politiker (SPÖ) und Landesgeschäftsführer des ASKÖ-Kärnten. Er ist seit 2011 Abgeordneter zum Kärntner Landtag.

## Leben
Günter Leikam wurde 1966 als Sohn des späteren Politikers und Sportfunktionärs Anton Leikam geboren. Dementsprechend engagierte er sich bereits früh in Sportvereinen und sozialdemokratischen Jugendorganisationen. 1991 wurde Leikam als damals jüngster Gemeinderat Mitglied des Gemeinderates der Stadt Sankt Veit an der Glan. Er wirkte von 1992 bis 2003 als Vorsitzender des Finanz- und Fremdenverkehrsausschusses und wurde 2003 zum Stadtrat für Finanzen, Sport und Jugend gewählt. Zwischen 2009 und Juli 2011 arbeitete er als Vizebürgermeister der Stadt St. Veit, bevor er am 7. Juli 2011 als Abgeordneter dem ausgeschiedenen Landtagsabgeordneten Hans-Peter Schlagholz nachfolgte.
Im März 2024 wurde er zum Bezirksparteivorsitzenden der SPÖ St. Veit gewählt.
Leikam ist verheiratet und Vater zweier Töchter.